# Овнолики кунић
Овнолики кунић представља врсту зеца чије су уши спуштене, за разлику од оних чије уши стоје усправно. Неке врсте зечева (наведене у наставку) карактеришу такве спуштене уши. Абнормалности у лобањи овноликих кунића проучавао је Чарлс Дарвин 1868. године.

## Положај ушију
Карактеристична одлика овноликих кунића је положај ушију. За разлику од усправног положаја уха код већине домаћих раса зечева, код овноликих кунића уши су лабаво опуштене, а отвор уха је окренут према лобањи. Због благо уздигнуте хрскавичасте ушне основе, глава многих овноликих кунића (са изузетком енглеског овноликог кунића) има малу избочину, која се назива круном. Глава типичног овноликог кунића подсећа на профил овна, дакле немачки израз за овноликог кунића (Widder, што значи ован), француски израз (bélier, што значи ован) и италијански израз (аriete, из латинског аries).
Зечје ухо, са крвним судовима близу површине, неопходан је терморегулатор јер се зечеви не могу знојити. Дуже уши се асоциају са топлијом климом, а можда чак и са касним пролећним рођењем у хладнијој клими (сматра се да такви зечеви развијају летње уши).  Додатна тежина дужег или дебљег уха није увек у потпуности подржана остатком структуре уха, што резултира висећим ушима. Уши неких младих овноликих кунића можда неће достићи пуни пад док се раст ушију не заврши.

### Тип уха
Познато је да зечеви носе уши на један од пет начина:
- Усправљене уши (најчешће): оба уха стоје усправно. Такве уши могу понекад да се одмарају на леђима зеца или да их зец привремено спусти када се купа или чисти.
- Потпуно спуштене уши (ређе): Обе уши висе у потпуости, додиривајући зечје образе и рамена. Такве уши се могу лагано валовити када зец скакуће.
- Полуспуштене уши  (неуобичајено): Једно уво је делимично или потпуно спуштено, док је уво усправно. Сличног изгледа, сада већ изумрли једноухи зец - за кога се каже да подсећа на једнорога - размножавао се крајем 18. века, а 1958. су усликана два таква здрава примерка.[3]
- Уши које подсећају на весла (необично): Обе уши стоје приближно водоравно у односу на земљу и забацују се преко зечјих рамена. Израз потиче од сличности са веслима у мировању. У модерно доба то се понекад назива хеликоптерским ушима.[4]
- Уши које подсећају на рогове (ретко): Обе уши стоје приближно водоравно у односу на земљу и забачене су преко зечјег носа. Израз потиче од сличности са роговима неких крава окренутих ка напред.

- Усправљене уши
- Спуштене уши
- Полуспуштене уши
- Уши попут весла
- Уши попут рогова

### Дужина уха
Код дужих (или дебљих) ушију чешће долази до падања. Неки зовнолики кунићи су циљано узгајани због превелике дужине ушију. Пошто се ово може сматрати штетним за здравље зеца, у Немачкој „забрањују зечеве са ушима већим од 65 cm (26 in), а у Холандији је 70 cm (28 in) онолико колико им је дозвољено [у емисијама] пре дисквалификација. " Награда за постигнут Гинисов рекорд за„ Најдуже зечје уши" додељена је 2003. године енглеском овноликом кунићу у Сједињеним Државама са ушима димензија 79,06 цм.

## Расе овноликих кунића
Иако већина раса зечева има усправне уши, раса овноликог кунића чини приближно 15% свих раса које тренутно признаје Америчко удружење узгајивача зечева (АРБА) или Британски савет за зечеве (БРЦ). Такве расе овноликих кунића укључују:
- American Fuzzy Lop
- Cashmere Lop
- Canadian Plush Lop
- Dwarf Lop
- English Lop
- French Lop
- German Lop
- Holland Lop [SAD]
- Meissner Lop
- Mini Lion Lop
- Mini Lop [SAD]
- Miniature Cashmere Lop
- Miniature Lop [VB/HOLANDIJA]
- Plush Lop (Standard) није признат
- Plush Lop (Mini) није признат
- Teddywidder
- Velveteen Lop